# Франко-бразильская граница

Франко-бразильская граница

Франко-бразильская граница (фр. Frontière entre le Brésil et la France; порт. Fronteira entre o Brasil e a França) — государственная граница, разделяющая национальные территории Бразилии (штат Амапа) и Франции (Французская Гвиана) на северо-востоке Южноамериканского континента. Длина границы — 649 км. Это самая длинная граница Французской Республики. Протяжённость следующей за ней франко-испанской границы — 623 км.

## Геополитика

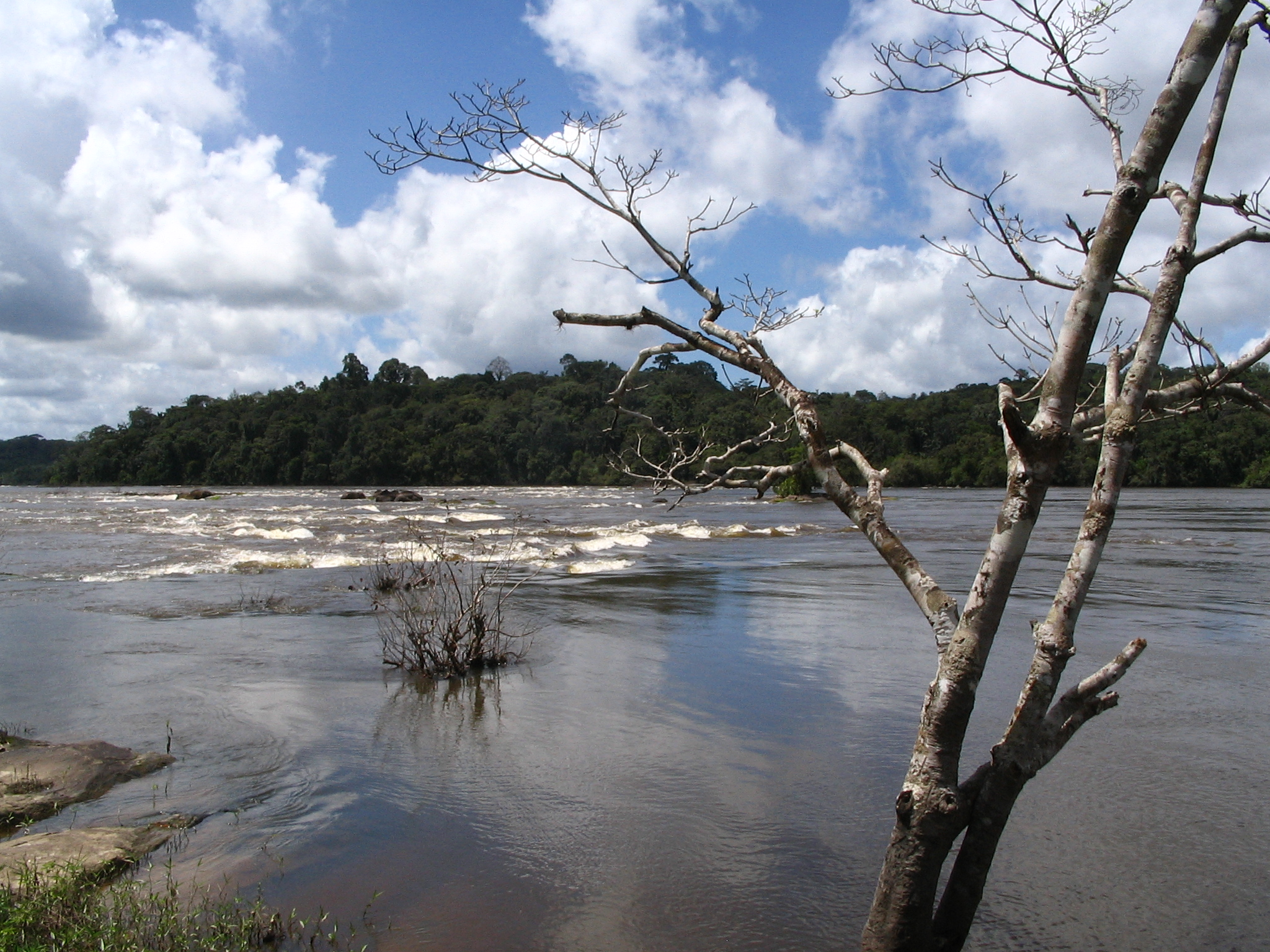
Река Ояпок, по которой проходит большая часть франко-бразильской границы

Большая часть границы проходит по реке Ояпок, что закреплено Утрехтским мирным договором 1713 года. Однако Франция нарушила его, оккупировав территории к востоку от реки. Так возник длительный франко-бразильский территориальный спор, завершившийся лишь в 1900 году — с помощью международного арбитража — в пользу Бразилии.